# Guillaume Landré

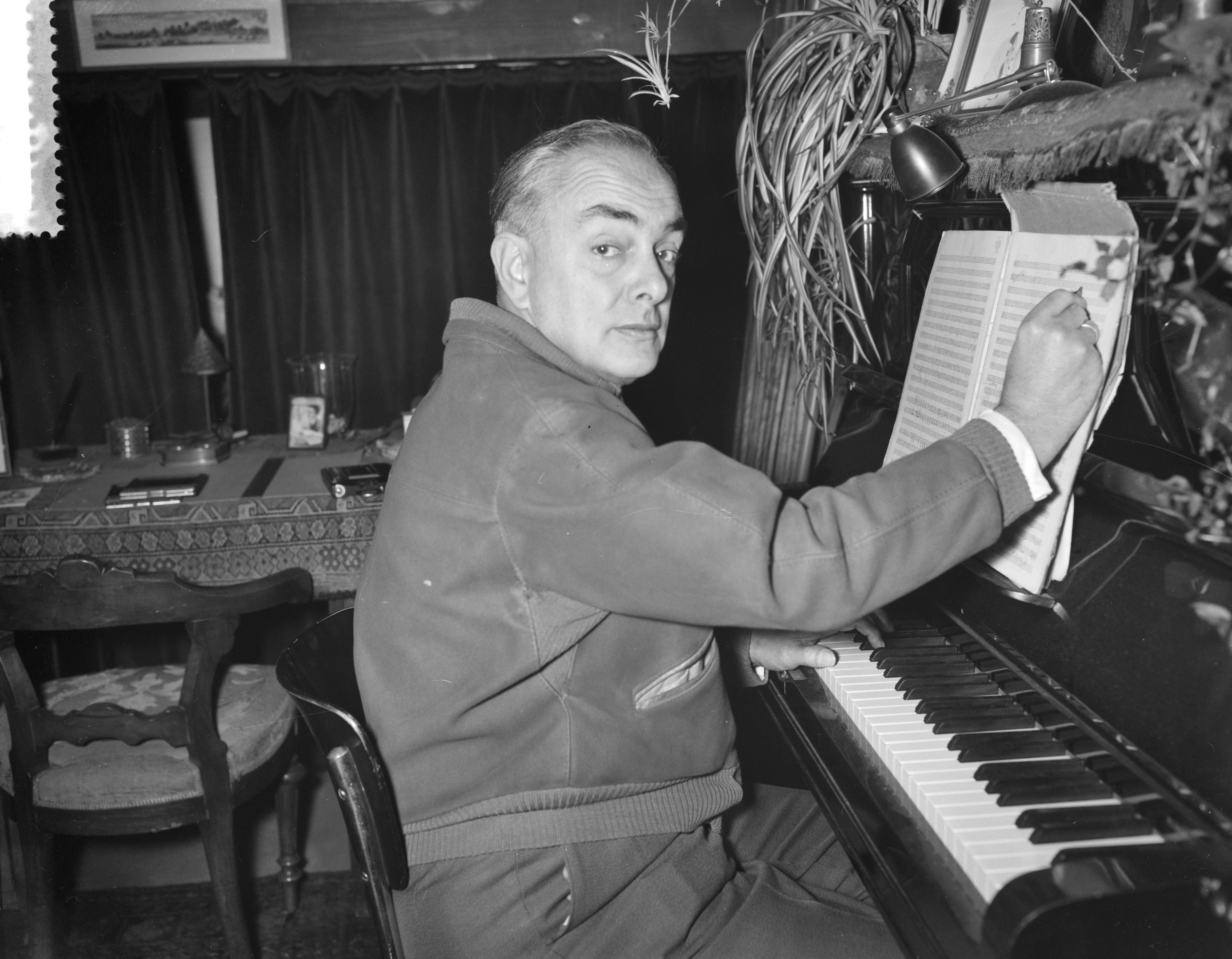
Landré veertig jaar componist (1959)

Guillaume Louis Frédéric Landré (Den Haag, 24 februari 1905 – Amsterdam, 6 november 1968) was een Nederlands componist en rechtsgeleerde.

## Leven
Hij was zoon van componist Willem Landré en Wilhelmina Christina Henriette Klinkhamer. Hijzelf was getrouwd met Maria Willemina van Rede. Zoon George Nicolas Landré werd vernoemd naar zijn overgrootvader.
Hij kreeg zijn eerste muzikale opleiding van zijn vader. Na het afronden van een Rotterdams gymnasium ging hij rechten studeren aan de Universiteit Utrecht (1923-1928). Tijdens vrije uren studeerde hij muziek bij Henri Zagwijn in Rotterdam en Willem Pijper in Utrecht.  Na het afronden van de studies werd hij muziekcriticus bij De Telegraaf (1930-1942) en docent handelsrecht aan de Tweede Openbare Handelsschool (1930-1947) in Amsterdam. Hij werd vervolgens secretaris van de Raad voor de Kunst (1947-1958). Hij zat echter in meer muziekinstanties. Zo was hij voorzitter van het Genootschap van Nederlandse Componisten, vicevoorzitter van de International Society for Contemporary Music, bestuurslid van Donemus, het Concertgebouworkest (ook artistiek directeur) en de Nederlandse Operastichting. Hij spande zich ook in voor nationale en internationale auteursrechtorganisaties, onder andere BUMA/STEMRA, zowel op muzikaal als juridisch gebied.
Belangrijke promotors van zijn werken waren de dirigenten Eduard Flipse (Rotterdam) en Eduard van Beinum (Amsterdam). Een aantal werken van hem vond ook zijn weg naar het buitenland met soms een uitvoering in het kader van ISCM. Het Concertgebouw voerde in de periode 1932 tot en met 1970 tachtig keer een werk van hem uit.

## Werklijst (selectie)
- Openluchtspel Cortez (1931), uitgevoerd door het Utrechtsch Studenten Corps
- Symfonie nr. 1 (1932)
- De snoek, opera (1934)
- Suite voor strijkorkest en piano (1936) met Elegie geschreven ter nagedachtenis van koningin Astrid
- Vier stukken voor orkest (1937)
- Concertstuk (1938)
- Symfonie nr. 2 (1942)
- Piae Memoriae pro patria mortuorem (1943) voor gemengd koor, trompet en orkest
- Celloconcert (1943)
- Groet der martelaren (1944) voor bariton en orkest
- Sinfinia sacra in memoriam Patris (1948) ter nagedachtenis aan zijn vader
- Quatre mouvements symphoniques (1949) ging in 1954 mee op tournee van het Concertgebouw door de Verenigde Staten; dirigent was daarbij Rafael Kubelik
- Symfonie nr. 3 (1951)
- Symfonie nr. 4 (1955)
- vier strijkkwartetten (1927, 1943, 1950, 1956)
- Caleidoscopio (1956)
- Permutazioni sinfoniche (1957)
- Sextet (fluit, klarinet, twee violen, altviool en cello (1959)
- Klarinetconcert (1959) voor Bram de Wilde en Concertgebouworkest
- Anagrammen (1960) voor orkest
- Sonata per orchestra da camera (1961)
- Jean Lévecq, opera in een akte (1963) met een libretto van Guy de Maupassant en Gabriel Smit; première tijdens het Holland Festival van 1965
- Variazioni senza tema (1967)
- La symphonie pastorale; dramatisch werk in drie bedrijven naar een novelle van André Gide en Claude Rostand; beleefde haar première in Rouen
- Quartetetto piccolo (hobo, twee trompetten, trombone)
- Sinfonietta voor viool en orkest
- Vioolconcert
- Concertante voor basklarinet en orkest
- Vioolsonate
- pianotrio
- twee blaaskwintetten
- liederen en koorwerken

Zijn debuut als componist vond plaats tijdens een gymnastiekfeest in Rotterdam in december 1919.

### De snoek
Zijn muzikale doorbraak wordt gezien in zijn komische opera De snoek op een speciaal voor hem geschreven tekst door Emmy van Lokhorst.  Het werd voltooid in 1934, maar beleefde haar première op 24 maart 1938. De titel ontleent het aan de snoek (stilliggend en dan snel naar de prooi), ook het Nederlandse liedje Het loze vissertje. Hoofdpersoon in deze farce is Hogherop, directeur van een gevangenis in een provinciestad. Zijn droom om hogerop te komen wordt aangewakkerd door een bezoek van een Statenlid, die dol is op snoek als maaltijd. Om die snoek op tafel te krijgen schakelt Hogherop gevangene Karpervet in, een vermaard hengelaar. Die vist buiten het seizoen de vis op, zodat die tijdens de maaltijd genuttigd kan worden. Hogherop slaagt en wordt gepromoveerd. Een agent dreigt nog roet in het eten te gooien (Karpervet viste buiten het visseizoen), maar wordt door Karpervet en Hogherop overtuigd dat die laatste toch echt in de gevangenis zat.  De première vond plaats in de Stadsschouwburg in bijzijn van koningin Wilhelmina der Nederlanden. Uitvoerenden waren de Wagnervereniging, Concertgebouworkest onder leiding van Johannes den Hertog

## Prijzen en onderscheidingen
Landré werd in 1955 de Van der Leeuwprijs toegekend voor zijn Kamersymphonie (1952). Hij kreeg de Visser Neerlandiaprijs in 1961 voor Permutazioni sinfoniche. In 1964 ontving hij de Sweelinck Prijs (de grote staatsprijs voor muziek) voor zijn gehele oeuvre.
- Bibliothèque nationale de France: cb13801423z (data)
- Gemeinsame Normdatei: 116678216
- International Standard Name Identifier: 0000 0001 1770 8951
- Library of Congress Control Number: no90011225
- MusicBrainz: 5d87dae2-bd22-4917-993c-849bce253cdd
- Nationale Bibliotheek van Tsjechië: mzk2011620692
- Nationale Bibliotheek van Israël: 987007264369805171
- Nederlandse Thesaurus van Auteursnamen: 070105278
- SNAC: w6bm3f5w
- Système universitaire de documentation: 158617606
- Trove: 966446
- Virtual International Authority File: 75874875
- WorldCat: E39PBJbM7V7JyYH9GmXkqHfcyd